# Machaonia hahniana
Machaonia hahniana är en måreväxtart som beskrevs av Henri Ernest Baillon. Machaonia hahniana ingår i släktet Machaonia och familjen måreväxter. Inga underarter finns listade i Catalogue of Life.